# Waldfriedhof Dahlem
För andra betydelser av Waldfriedhof, se Waldfriedhof.

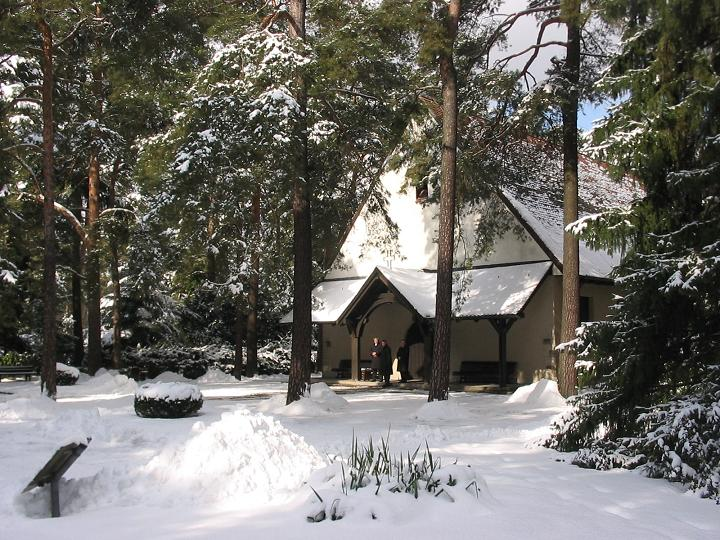
Kapellet.

Waldfriedhof Dahlem är en skogskyrkogård i Berlin i Dahlem i stadsdelsområdet Steglitz-Zehlendorf på gränsen till Grunewaldskogen. Waldfriedhof Dahlem ligger på Hüttenweg 47 och anlades 1931–1933 efter ritningar av Albert Brodersen.

## Kända personer gravsatta på Waldfriedhof Dahlem
- Carl Heinrich Becker (1876–1933)
- Elly Beinhorn (1907–2007)
- Gottfried Benn (1886–1956)
- Konrad Burdach (1859–1936)
- Carl Correns (1864–1933)
- Adolf Erman (1854–1937)
- La Jana (1905–1940)
- Josef Paul Kleihues (1933–2004)
- Hilde Körber (1906–1969)
- Marie Elisabeth Lüders (1878–1966)
- Erich Mühsam (1878–1934)
- Bernd Rosemeyer* (1909–1938)
- Karl Schmidt-Rottluff (1884–1976)
- Walther Schreiber (1884–1958)
- Franz Schreker (1878–1934)
- Werner Sombart (1863–1941)
- Ilse Steppat (1917–1969)
- Georg Tappert (1880–1957)
- Heinrich Tessenow (1876–1950)
- Richard von Weizsäcker (1920–2015)
- Theodor Wiegand (1864–1936)